# Hrabstwo Starr

Piramida wieku hrabstwa

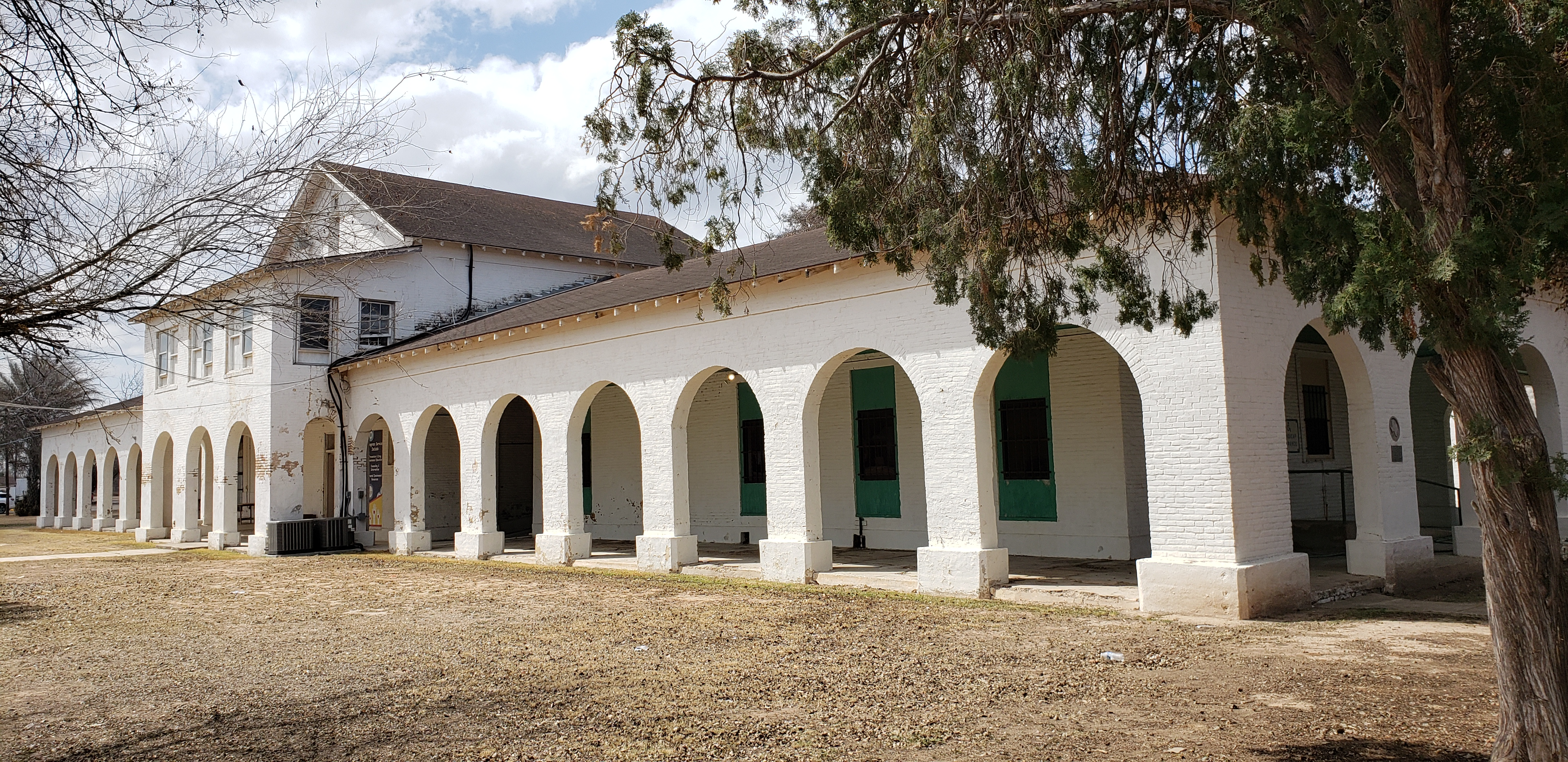
Szpital w Rio Grande City

Roma

Hrabstwo Starr – hrabstwo położone w USA, w stanie Teksas. Utworzone w 1848 r. Według danych z 2023 liczy 65,9 tys. mieszkańców. Siedzibą hrabstwa i największym miastem jest Rio Grande City (15,3 tys. mieszkańców). Południową granicę z Meksykiem, wyznacza rzeka Rio Grande. Zdecydowana większość mieszkańców, to Latynosi (97%) i katolicy (77%).
Farma wiatrowa Los Vientos jest drugą co do wielkości farmą wiatrową w Stanach Zjednoczonych. 

## Gospodarka
- hodowla owiec, kóz i bydła[4]
- uprawa sorgo, kukurydzy, bawełny i słonecznika[4]
- wydobycie gazu ziemnego i ropy naftowej[5]
- przemysł mleczny[4]
- akwakultura[4].

Najpopularniejsze sektory zatrudnienia w 2020 roku dla mieszkańców hrabstwa Starr to: opieka zdrowotna i pomoc społeczna (5232 osoby), usługi edukacyjne (3764 osoby), handel detaliczny (2363 osoby) i budownictwo (2276 osób).

## Sąsiednie hrabstwa i gminy
- Hrabstwo Jim Hogg (północ)
- Hrabstwo Brooks (północny wschód)
- Hrabstwo Hidalgo (wschód)
- Hrabstwo Zapata (północny zachód)
- Gmina Camargo, Tamaulipas, Meksyk (południe)
- Gmina Guerrero, Tamaulipas, Meksyk (północny zachód)
- Gmina Gustavo Díaz Ordaz, Tamaulipas, Meksyk (południe)
- Gmina Mier, Tamaulipas, Meksyk (południe)
- Gmina Miguel Alemán, Tamaulipas, Meksyk (południe)

## Demografia
W latach 2010–2020 populacja wzrosła o 8,1% do 65 920 mieszkańców. 92,4% populacji stanowią Meksykanie. 27,5% mieszkańców urodziło się poza granicami Stanów Zjednoczonych. Jest to jeden z najbiedniejszych obszarów Teksasu, ze średnim dochodem gospodarstwa domowego na poziomie 38 182 dolarów i dochodem na mieszkańca 18 063 dolarów. Ponad jedna czwarta (28,8%) mieszkańców żyje poniżej relatywnej granicy ubóstwa.

### Miasta
| Miasta                                           | CDP | CDP | CDP | CDP |
| ------------------------------------------------ | --- | --- | --- | --- |
| - Escobares - La Grulla - Rio Grande City - Roma | - Airport Heights - Alto Bonito Heights - Amada Acres - Anacua - B and E - Barrera - Benjamin Perez - Buena Vista - Camargito - Campo Verde - Casa Blanca - Casas - Chaparrito - Chapeno - Delmita - East Alto Bonito - East Lopez - El Brazil - El Castillo - El Cenizo - El Chaparral - El Mesquite - El Quiote - El Rancho Vela - El Refugio - El Socio - Elias-Fela Solis - Escobar I - Eugenio Saenz | - Evergreen - Falcon Heights - Falcon Village - Falconaire - Fernando Salinas - Flor del Rio - Fronton - Fronton Ranchettes - Garceno - Garciasville - Garza-Salinas II - Guadalupe-Guerra - Gutierrez - H. Cuellar Estates - Hilltop - Indio - Jardin de San Julian - JF Villarreal - La Carla - La Casita - La Chuparosa - La Escondida - La Esperanza - La Loma de Falcon - La Minita - La Paloma Ranchettes - La Puerta - La Rosita - La Victoria | - Lago Vista - Las Lomas - Loma Linda East - Loma Linda West - Loma Vista - Longoria - Los Alvarez - Los Arrieros - Los Barreras - Los Ebanos - Manuel Garcia - Manuel Garcia II - Martinez - Mesquite - Mi Ranchito Estate - Miguel Barrera - Mikes - Moraida - Narciso Pena - Netos - Nina - North Escobares - Northridge - Old Escobares - Olivia Lopez de Gutierrez - Olmito and Olmito - Pablo Pena - Palo Blanco - Pena | - Quesada - Rafael Pena - Ramirez-Perez - Ramos - Ranchitos del Norte - Rancho Viejo - Regino Ramirez - Rivera - Rivereno - Roma Creek - Salineño - Salineño North - Sammy Martinez - San Fernando - San Isidro - San Juan - Sandoval - Santa Anna - Santa Cruz - Santa Rosa - Santel - Sunset - Tierra Dorada - Valle Hermoso - Valle Vista - Victoria Vera - Villarreal - West Alto Bonito - Zarate |

## Religia
Inne religie w hrabstwie, to: ewangelikalni protestanci (ok. 5%), świadkowie Jehowy (1,85%) i mormoni (1,4%). 